# Ora d'aria
Ora d'aria è un singolo esclusivamente promozionale della rockband italiana Litfiba, pubblicato nel 1996 per promuovere il CD/VHS Lacio drom (buon viaggio).
I due brani studio presenti in questo singolo provengono però dall'album Spirito, del 1994.

## Tracce
1. Ora d'aria – 5:07
2. Suona fratello – 2:09

## Formazione
- Piero Pelù - voce
- Ghigo Renzulli - chitarra
- Antonio Aiazzi - tastiere
- Daniele Bagni - basso
- Franco Caforio - batteria
- Candelo Cabezas - percussioni